# Salvia
Salvia este un gen al familiei Lamiaceae.